# 岩屋堂観音堂
岩屋堂観音堂（いわやどうかんのんどう）は、新潟県上越市名立区名立大町に所在する観音堂。本尊は木造聖観音。越後三十三観音霊場第1番札所（越後三十三番観音堂第1番）。名立寺（みょうりつじ、通称はなだてでら）が管理する。境内に長尾景直が亡母のために建てた墓がある。

## 歴史
大宝2年（702年）に泰澄により創建される。康元元年（1256年）に最明寺入道時頼により越後三十三番観音堂第1番に定められる。
春日山城主上杉氏の帰依を受け、仏餉料18石を寄付され、天和検地でも改めて、18石6斗が除地とされた。